# Marilyn Ferguson
Pour les articles homonymes, voir Ferguson.
Marilyn Ferguson (15 avril 1938 à Grand Junction, Colorado - 19 octobre 2008 à Banning, Californie) est une psychologue et écrivain américaine. 
Elle fréquente l’Université du Colorado puis de Los Angeles (Californie). En 1973, elle publie The Brain Revolution (La Révolution du cerveau) puis, en 1980, l’ouvrage qui devient un best-seller mondial et le manifeste du mouvement du New Age : The Aquarian Conspiracy (La Conspiration du Verseau, le titre de l'édition française étant Les Enfants du Verseau).
Prétendant s'appuyer sur des développements récents de la science et de la société, elle avance la thèse de l’émergence d’un nouveau paradigme culturel, dont l’extension serait planétaire, « annonciateur d’une ère nouvelle dans laquelle l’humanité parviendrait à réaliser une part importante de son potentiel physique, psychique et spirituel ».
Elle est membre de l’Association de Psychologie humaniste, de l’Association de Psychologie transpersonnelle et du bureau de l’Institut de science noétique. Elle a publié les magazines Brain/Mind Bulletin (1975) et Leading Edge Bulletin (1980).